# 世界選定植物科別目錄
世界選定植物科別目錄（英語：World Checklist of Selected Plant Families，簡稱：WCSP）是一個提供選定植物科的公形學名和異名的國際合作計劃，而且是近貼現況、經同行評審和整合大眾意見的。由邱园負責維護。本目錄可以在線獲取，並搜索科、屬、種的名稱。
該項目的歷史可以追溯到1990年代邱園研究員Rafaël Govaerts對櫟屬植物清單所做的工作。

## 外部連結
- 官方网站